# Folk Songs (Sofia Karlsson-album)
Folk Songs är ett musikalbum av Sofia Karlsson, utgivet 2002 av Bonnier Amigo Music Group. Albumet var Sofia Karlssons första under eget namn.

## Låtlista
Alla låtar är traditionella om inget annat anges.
1. "Allt vad vi på jorden äge" – 3:01
2. "Brudsång (Kärleksvisa)" (Trad. – text: Arnulf Øverland) – 3:05
3. "Leffes polska" (Trad. – musik: Bernd Kraft) – 3:02
4. "Sion klagar" – 5:33
5. "Solleröpolska" – 3:17
6. "I denna ljuva sommartid" (Musik: Sofie Livebrant – text: Gerhardt, von Düben, Angeldorff, Hallqvist) – 5:41
7. "Den blomstertid" – 1:04
8. "Den störste sorg" (Trad. – text: trad. Danmark, översättning Sofia Karlsson) – 3:19
9. "2. Brudestykke" – 2:17
10. "Som fågelen" (Trad. – musik: uppteckning efter Katarina Utas/Sofia Karlsson – text: Trad., Sofia Karlsson) – 5:49
11. "Polska från Äppelbo" – 2:52
12. "Vallåtar" (Sofia Karlsson, Johan Hedin) – 1:04
13. "I denna ljuva sommartid (från Leksand)" (Trad. – text: Gerhardt, von Düben, Angeldorff, Hallqvist) – 1:50
14. "Om dagen" – 4:44

Total tid: 46:40
- Arrangemang:
- Karlsson, Haugaard (8)
- Karlsson, Hazelius (2, 14)
- Karlsson, Hazelius, Haugaard (1)
- Karlsson, Hedin (4, 13)
- Karlsson, Svensson, Haugaard (9)
- Karlsson, Svensson, Hazelius (3, 5, 11)
- Karlsson, Svensson, Hazelius, Haugaard (6)
- Karlsson, Svensson, Hazelius, Haugaard, Sofie Livebrant (10)
- Svensson (7)

## Medverkande
- Sofia Karlsson — sång, härjedalspipa, trätvärflöjt
- Harald Haugaard — viola, violin
- Esbjörn Hazelius — cittern, sång, violin
- Johan Hedin — tenornyckelharpa
- Leo Svensson — cello